# 松崎秀樹
松崎 秀樹（まつざき ひでき、1950年（昭和25年）1月24日 - ）は、日本の政治家。千葉県浦安市長（5期）、千葉県議会議員（2期）などを歴任した。

## 来歴
東京都世田谷区生まれ。板橋区立板橋第六小学校、町田市立町田第一中学校、日本学園高等学校、明治大学商学部を卒業。大学卒業後、サラリーマンを経て小坂徳三郎や衛藤晟一の秘書を務めた。
1991年、千葉県議会議員選挙に自由民主党公認で浦安市選挙区から出馬し、初当選した。1995年、千葉県議に再選されるが、1997年に2期目の任期途中で辞職。浦安市長選挙に立候補したが、現職の熊川好生市長に敗れ、落選した。1998年、熊川が体調不良を理由に市長を辞職し、熊川の辞職に伴う浦安市長選で当選した。以後、5期18年にわたり浦安市長を務めた。2006年、明治大学ガバナンス研究科を修了。
2016年10月、森田健作千葉県知事を「こんなに市町村長に寄り添わない知事は初めてだ。大半の首長は同じ思いだ」と批判し、翌年の千葉県知事選挙への立候補を検討していることが報道された。同年12月22日、千葉県庁で記者会見し、千葉県知事選挙に成田空港や銚子漁港への道路交通網の整備や地域医療の充実を掲げて出馬する意向を表明した。2017年2月3日、市議会議長に辞職願を提出し、9日付で浦安市長を辞職した。また自身の辞職により実施される浦安市長選挙においては、元市議の岡野純子を支援することを表明した。
3月26日、千葉県知事選の投開票が行われたが、3選を目指した現職の森田健作に大差で敗れ、落選した。さらに自身が浦安市長選挙において後継指名した岡野純子も自民党推薦の内田悦嗣に敗れた。
2021年の浦安市長選挙には自ら立候補したが、3月21日の投開票の結果、内田に敗れ落選した。

## 政策・主張
- 日本の地方自治体で初めて、出産前後や病気等で育児ができない保護者をサポートするエンゼルヘルパー制度を導入した[12][13]。
- 2011年3月11日に発生した東日本大震災による被害で、地盤が液状化し、1m以上も地上に突き出したマンホールについて、震災の3ヶ月後の6月、保存する方針を示した。これに対して、市民からは保存反対の訴えが相次いだ。さらに、3千人規模の署名運動も行われ、浦安市議会に保存中止を求める請願が3度にわたり提出された。しかしながら、市議会はこの請願を採択せず、2013年3月25日に震災遺構のモニュメントが完成した[14]。

## 発言

### 「出産適齢期は18歳から26歳」
2016年1月11日、浦安市で行われた成人式の祝辞で、日本産科婦人科学会の定義によれば「出産適齢期は18歳から26歳を指すそうだ」と発言した上で、「人口減少のままで今の日本の社会は成り立たない」「産まなければ人口は増えない」と述べ、日本社会を成り立たせるために若いうちに子供を産むよう、新成人に促した。しかし、日本産科婦人科学会は松崎の発言に関する報道を受け、「学会として『18歳から26歳を指す』と定義した事実はない」とコメントを発表し、松崎の見解を否定。松崎は自身のこの発言について、2017年1月に行われた春香クリスティーンとの対談で「日本産科婦人科学会の定義によれば」という部分に関しては誤りであったことを認め、出産適齢期に関する問題意識については「衆議院議員の野田聖子に話を聞いた際、卵子が老化するという問題についてショックを受けたことに端を発する」と説明した。